# São João Clímaco (São Paulo)
São João Clímaco é um bairro situado na região sudeste da cidade de São Paulo, Brasil, que teve sua formação inicial concebida por volta do fim do século XIX. Seu nome é uma homenagem a São João Clímaco, um monge que viveu entre os séculos VI e VII, no Monte Sinai e escreveu a obra "A Escada" (em grego:  "Klímax").
| “ | Não se aprende a ver; é um efeito da natureza. A beleza da oração também não se aprende por meio do ensinamento. Ela tem em si própria o seu mestre; Deus 'que ensina ao homem o saber' (Sl 94,10) dá a oração e abençoa os anos dos justos | ” |
|   | — Pensamento de São João Clímaco, 580-650. |   |

## História
Em meados do século XX, a região hoje conhecida por São João Clímaco era habitada por índios caiçaras, imigrantes de áreas litorâneas. Ao serem atacados, estes índios, originalmente denominados tupinambás, organizaram-se e formaram a "Confederação Tamuya", que a partir da antiga Língua Tupi, etimologicamente significa “os mais antigos; os primeiros; os verdadeiros donos da terra”.
Nos tempos atuais, a "Confederação Tamuya" é conhecida por “Confederação dos Tamoios”, também homenageada por um clube de lazer, cultura e esporte em São Caetano do Sul, município limítrofe com a região.
Conforme a maioria dos bairros da cidade de São Paulo, São João Clímaco surgiu a partir da demarcação de fazendas, sítios e chácaras que, com o passar dos anos, foram loteados e vendidos. A agricultura e a pecuária predominavam na região: fazendas se destacavam com a criação de vacas, cabras, porcos e cavalos. Mas vale ressaltar a existência de uma única olaria, situada numa das fazendas, que garantia emprego aos moradores locais. Os tijolos ali produzidos eram referência em qualidade e contavam com dois tipos específicos: o primeiro, elaborado a partir do barro branco – argila fracamente arenosa, branca, com alguns laivos vermelhos, de consistência gomosa – e o segundo, elaborado a partir do barro preto - silto argiloso de cor parda, micro-vacular, fracamente denso.
As famílias que residiam na região careciam de infra-estrutura, tendo em vista que não havia água encanada, energia elétrica e transporte público. Todo o cotidiano, desde compras até pagamentos de contas, levava seus moradores à vila mais próxima, o Sacomã, no Ipiranga, mais desenvolvida. Foi imprescindível que a primeira linha de transporte público passasse a servir ao bairro - empresa de São Bernardo do Campo – para que o comércio local se desenvolvesse e atraísse novos moradores. Entre eles, famílias como a Fiorentino, Hobbles, Haydar etc.
Em 1956, momento de expansão do ensino público no Brasil e consolidação do ensino público municipal de São Paulo, o professor João Bernardo — que já era uma liderança destacada no movimento popular de São João Clímaco e região por sua participação na luta pela pavimentação das principais vias a finais dos anos 40 e início dos 50 — encabeçou uma campanha para a fundação da primeira escola pública municipal na região e, junto com pequeno grupo de professores, percorreu, de porta em porta, as casas do bairro de São João Clímaco e arredores, procurando alunos para formarem as primeiras turmas que estudaram nas Escolas Agrupadas de São João Clímaco inauguradas em galpões de madeira em 1956 e, em fevereiro de 1957, já com dez salas. O Decreto nº 3.206, de 23 de agosto de 1956, assinado pelo então prefeito do município de São Paulo, Wladimir de Toledo Piza, "usando das atribuições que lhe são conferidas por lei, determina em seu Artigo 1º a criação das escolas primárias municipais. Encontra-se na lista a primeira Escola Mista de São João Clímaco.
O decreto seguinte, nº 3228, de 3 de setembro do mesmo ano, faz referencia às novas salas, a Escola Mista de São João Clímaco passa a ter 5 salas de aula e, finalmente, no decreto 3479 de 1957, constam já as 10 salas de aula. Em 1967, o professor João Bernardo e sua equipe ajudaram a colocar, precisamente, os primeiros tijolos da que passou a chamar-se Escola Municipal de São João Clímaco e, mais tarde, Presidente Campos Salles, hoje Escola Municipal de Ensino Fundamental (EMEF) Campos Salles, localizada na rua Cavalheiro Frontini, em frente a uma pendente onde se projetou uma área verde que contava com uma recriação curiosa de um pequeno anfiteatro cuja bancada servia de escadaria à praça do Largo de São João Clímaco, com a Escola Municipal de Educação Infantil Antônio Francisco Lisboa, à direita, até chegar à Paróquia de São João Clímaco.
Desde 1956, o professor João Bernardo dirigiu a EMEF Campos Salles com afinco, contando com a assistência de direção da professora Neyde Silva Celli e uma equipe docente e técnica admirável, participativa, trabalhadora, até 1987, ano em que se aposentou. Durante sua gestão, a comunidade participava ativamente da vida escolar, havia comemorações e festas que integravam a escola ao bairro, não havia cercas, grades nem muros que impedissem os moradores de desfrutar da praça e da via públicas em que, além das famosas quermesses e festas juninas, também se realizava a cada domingo a feira livre de frutas e verduras de São João Clímaco.
Escola e comunidade foram, ao mesmo tempo, agente e sujeito das transformações sociais do período, testemunhando o surgimento de uma nova comunidade de moradores, nos anos 70, que foram se instalando de forma precária, sem água nem luz, nos vastos terrenos onde havia uma sucessão de campos de futebol que se estendiam até as imediações do Hospital Heliópolis. A finais dos anos 70, das janelas da escola, ainda se via o sol nascer e se por na linha do horizonte dos campos abertos de terra batida, e o hospital ao longe; também se via como, pouco a pouco, esta paisagem ia mudando, acolhendo as primeiras casas de madeira, até se formar a imensa comunidade de moradores das então chamadas favelas de Heliópolis e São João Clímaco”.  
Durante o período que esteve à frente da gestão da Escola Municipal de São João Clímaco, o professor João Bernardo procurou desenvolver entre a comunidade uma consciência coletiva, fomentando atitudes solidárias, assistenciais, assim como atividades artísticas, esportivas e de recreação. No início dos anos 70, iniciou uma campanha pelo acolhimento das novas famílias de moradores recém-chegados, abrindo-lhes as portas da escola para que se integrassem à comunidade, prestando-lhes solidariedade e apoio, após terem sido desalojadas pela prefeitura das regiões ocupadas na Vila Prudente e Vergueiro.  
Junto com outras lideranças da comunidade, entre elas o padre Benno Hubert Stollenwerk, da Paróquia de São João Clímaco, participou ativamente da luta pelo saneamento básico e pela chegada da água encanada e luz às áreas desatendidas de São João Clímaco e Heliópolis, e pela pavimentação das vias principais já no final dos anos 40 e início dos anos 50, como é o caso da Estrada de São João Clímaco que, em 1951, recebeu um marco comemorativo desta conquista, localizado na esquina com a Estrada das Lágrimas. Também conseguiu trazer à escola pública um serviço médico-odontológico que assistia aos estudantes e à comunidade, tanto na prevenção de problemas mais comuns, especialmente com campanhas de combate à cárie, como em seu tratamento.
Em 1982 mudou-se com sua família ao lado da escola para acompanhá-la de perto e continuou acompanhando-a mesmo depois de aposentar-se. Os seus seis filhos estudaram na mesma escola pública que ele dirigiu e receberam o mesmo tratamento e educação que se oferecia à comunidade. Após 50 anos de sacrifício e amor incondicional, faleceu em 2006, exatamente ao lado da instituição e das comunidades às quais dedicou sua vida, nunca abandonou a escola e o bairro. Após seu falecimento não recebeu nenhuma homenagem oficial da parte do gestor ou administração municipal, ao contrário, as narrativas que chegam ao grande público subvertem a História de São João Clímaco e omitem as referências a ele e às origens da EMEF Campos Salles.
Em 1988, a professora Isilda Perez assumiu a direção da EMEF Campos Salles, dando sequência às experiências de seus antecessores e proporcionando o estofo para as inovações requeridas pelas transformações sociais que culminaram, após sua saída, na criação de um Centro Educacional Unificado localizado no coração do bairro de São João Clímaco.  
São João Clímaco é berço do ensino municipal de São Paulo desde 1957, e é conhecido como bairro educador. 
Em 2007, na gestão do engenheiro Gilberto Kassab, políticos, administradores públicos municipais e a iniciativa privada estabeleceram um acordo que anexou a praça de São João Clímaco e parte da rua Cavalheiro Frontini a um grande centro educativo em que se localiza o Centro Educacional Unificado de São João Clímaco, num projeto de obra do arquiteto Ruy Ohtake. No entanto, o acesso aos moradores foi bloqueado em 2009, dividindo o bairro em duas partes e obstaculizando a passagem dos moradores de uma parte a outra, de maneira que a comunidade vem reclamando, desde então, a abertura dos portões do complexo e a demolição de seu muro e gradil que cerca o imenso quarteirão para poder chegar às ruas comerciais de São João Clímaco e desfrutar da principal área verde do centro do bairro.

## Contexto religioso
O nome de São João Clímaco partiu da homenagem prestada ao padroeiro da região: São João, um monge que viveu no Oriente Médio entre os séculos VI e VII (580-650), e ficou conhecido como São João Clímaco em virtude do livro que escreveu, A Escada, que em grego significa “Clímaco”. Neste livro, João descreveu as virtudes como degraus de uma escada que nos levaria ao céu. 
Em fevereiro de 1892, o Bispo Diocesano de São Paulo, Dom Lino Deodato Rodrigues de Carvalho, concedeu ao Dr. João Mendes licença para fundação da Capela de São João Clímaco, situada no alto do Morro Vermelho – hoje Largo de São João Clímaco -, divisa entre as Paróquias de São Joaquim, no Cambuci e a Matriz, em São Bernardo do Campo. A família Mendes tutoriou a Capela ao longo de dezessete anos – entre 1892 e 1909 –, quando em 28 de julho do último ano transferiu propriedade ao Sr. Francisco Seckler, tutor da Capela por quarenta e dois anos – entre 1909 e 1951 –, momento em que doou parte da chácara da família Seckler, incluindo a agora Paróquia de São João Clímaco – com área de 2.000 m² –, para a Cúria Diocesana de São Paulo.
Por volta de 1957, um dos párocos mais significativos da Paróquia de São João Clímaco, padre Benno Hubert Stollenwerk, veio da Alemanha para fixar residência no bairro. Desde então, sua presença atuante permitiu que a região se desenvolvesse efetivamente enquanto bairro: além das missas que celebrava, padre Benno exercia sua formação acadêmica em teologia, filosofia e psicanálise para atender a população. Foi docente no colégio alemão Visconde de Porto Seguro (ainda sito à Praça Roosevelt), além de participar de movimentos comunitários, junto com as lideranças do bairro, entre as quais o professor João Bernardo, para solicitar melhorias de infra-estrutura, expansão e melhoria do atendimento à saúde e educação dos moradores de São João Clímaco.
Ele ressaltava que na década de 50, só duas ruas eram asfaltadas: a Estrada de São João Clímaco e a Estrada das Lágrimas. O Rio dos Meninos, que marca a divisa de São Paulo com o município de São Caetano do Sul, tinha água cristalina, o que permitia a apreciação e pesca dos vários tipos peixes.

## Contexto social
São João Clímaco possui uma das mais altas densidades demográficas da cidade, com 205 habitantes por hectare. Seu metro quadrado está estimado em, aproximadamente, R$750,00. A antiga favela de Heliópolis, em avançado processo de urbanização, representa parte significativa deste bairro, assim como os jardins Seckler, Patente e Patente Novo, o Parque Fongaro e a vila Arapuá.